# Ibis redibis non morieris in bello
La frase latina ibis, redibis non morieris in bello (Alberico delle Tre Fontane, Chronicon) è, tradizionalmente, il responso dato dalla Sibilla a un soldato andato a consultare l'oracolo sull'esito della propria missione. La frase, come tutti i responsi oracolari, è volutamente ambigua ("sibillina", appunto) e offre una duplice interpretazione. Aggiungendo della punteggiatura (che in latino non veniva usata) si può risolvere l'ambiguità in un modo o in un altro:
- Se, infatti, si pone una virgola prima di "non" (ibis, redibis, non morieris in bello), il significato del responso è "Andrai, ritornerai e non morirai in guerra", e prefigura un esito positivo della missione.
- Se, invece, la virgola viene spostata dopo la negazione (ibis, redibis non, morieris in bello), il senso risulta essere sovvertito nel suo contrario: "Andrai, non ritornerai e morirai in guerra".

La locuzione è anche diffusa nella forma ibis redibis numquam peribis, ovvero "andrai tornerai non morirai". Nel linguaggio moderno, l'espressione "essere un ibis redibis" si utilizza nel caso di documenti ufficiali, circolari, decreti e leggi che risultino oscuri, ambigui, cavillosi e fuorvianti.